# Sainte-Léocadie
Sainte-Léocadie (catalansk: Santa Llocaia) er en by og kommune i departementet Pyrénées-Orientales i Sydfrankrig.

## Geografi
Sainte-Léocadie ligger i Cerdagne 96 km vest for Perpignan. Nærmeste byer er mod vest Bourg-Madame (6 km) og mod øst Saillagouse (5 km).

## Demografi

### Udvikling i folketal
| 1962                                                              | 1968 | 1975 | 1982 | 1990 | 1999 | 2007 | 2013 | 2017 |
| ----------------------------------------------------------------- | ---- | ---- | ---- | ---- | ---- | ---- | ---- | ---- |
| 77                                                                | 74   | 74   | 81   | 116  | 140  | 138  | 141  | 127  |
| Tal fra og med 1962 er uden dobbelttælling (sans doubles comptes) |      |      |      |      |      |      |      |      |